# 桜丘 (世田谷区)
桜丘（さくらがおか）は、東京都世田谷区の町名である。現行行政地名は桜丘一丁目から桜丘五丁目。住居表示実施済区域。

## 地理
東京都世田谷区の地理的中央部に位置し、世田谷地域に属する。北で船橋、東で経堂・桜、南で上用賀、西で砧、北西で千歳台に隣接する。一丁目の大部分は東京農業大学である。

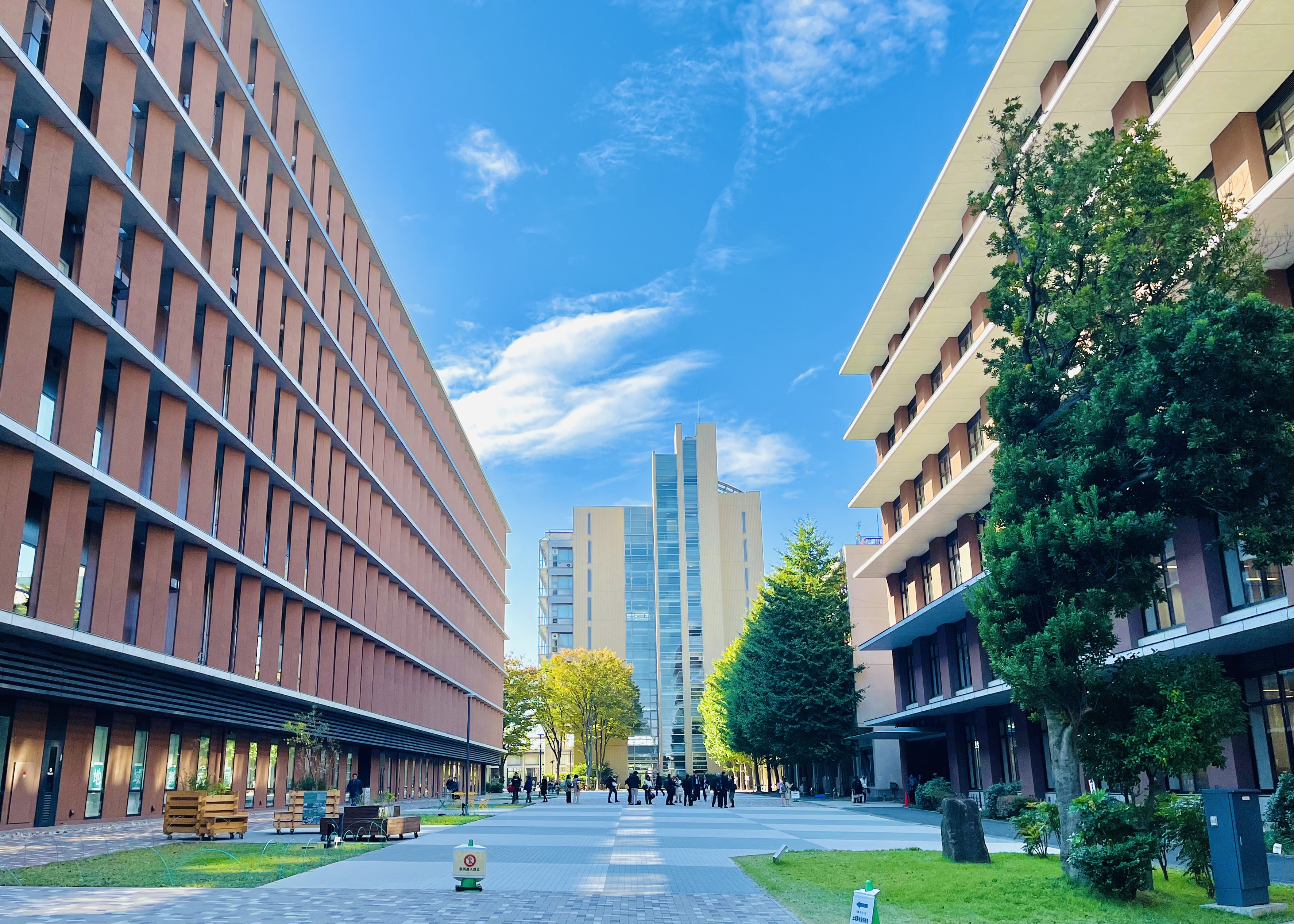
東京農業大学 世田谷キャンパス

### 地価
住宅地の地価は、2025年（令和7年）1月1日の公示地価によれば、桜丘2-2-5の地点で85万4000円/m2、桜丘3-18-1の地点で62万3000円/m2、桜丘4-10-15の地点で64万9000円/m2となっている。

## 歴史

### 地名の由来
旧：荏原郡世田ヶ谷村。隣接する世田谷区桜に置かれた桜小学校に関係がある。1922年（大正11年）9月、桜小学校の分校として横根分教場が置かれる。1930年（昭和5年）4月、横根分教場は独立して、第二桜尋常小学校と改名。1941年（昭和16年）、さらに桜丘国民学校（現：桜丘小学校）に改名される。これに由来。

## 世帯数と人口
2025年（令和7年）1月1日現在（世田谷区発表）の世帯数と人口は以下の通りである。
| 丁目       | 世帯数     | 人口     |
| ---------- | ---------- | -------- |
| 桜丘一丁目 | 1,258世帯  | 2,522人  |
| 桜丘二丁目 | 2,015世帯  | 3,712人  |
| 桜丘三丁目 | 2,070世帯  | 4,275人  |
| 桜丘四丁目 | 2,178世帯  | 4,410人  |
| 桜丘五丁目 | 2,703世帯  | 5,001人  |
| 計         | 10,224世帯 | 19,920人 |

### 人口の変遷
国勢調査による人口の推移。
| 年                 | 人口   |
| ------------------ | ------ |
| 1995年（平成7年）  | 16,185 |
| 2000年（平成12年） | 17,239 |
| 2005年（平成17年） | 17,503 |
| 2010年（平成22年） | 18,886 |
| 2015年（平成27年） | 19,557 |
| 2020年（令和2年）  | 20,471 |

### 世帯数の変遷
国勢調査による世帯数の推移。
| 年                 | 世帯数 |
| ------------------ | ------ |
| 1995年（平成7年）  | 7,260  |
| 2000年（平成12年） | 8,068  |
| 2005年（平成17年） | 8,300  |
| 2010年（平成22年） | 8,994  |
| 2015年（平成27年） | 9,282  |
| 2020年（令和2年）  | 10,083 |

## 学区
区立小・中学校に通う場合、学区は以下の通りとなる（2024年8月時点）。
| 丁目       | 番地         | 小学校               | 中学校               |
| ---------- | ------------ | -------------------- | -------------------- |
| 桜丘一丁目 | 全域         | 世田谷区立桜丘小学校 | 世田谷区立桜丘中学校 |
| 桜丘二丁目 | 1～15番 18番 | 世田谷区立桜丘小学校 | 世田谷区立桜丘中学校 |
| 桜丘二丁目 | 16〜17番     | 世田谷区立笹原小学校 | 世田谷区立桜丘中学校 |
| 桜丘三丁目 | 全域         | 世田谷区立桜丘小学校 | 世田谷区立桜丘中学校 |
| 桜丘四丁目 | 全域         | 世田谷区立笹原小学校 | 世田谷区立桜丘中学校 |
| 桜丘五丁目 | 全域         | 世田谷区立笹原小学校 | 世田谷区立桜丘中学校 |

## 交通

### 鉄道
| 隣接する街区の駅                   |
| ---------------------------------- |
| 小田急小田原線 - 千歳船橋駅(OH 12) |

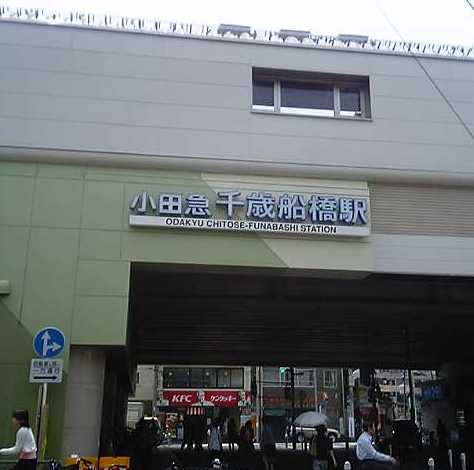
千歳船橋駅

- エイトライナー ｰｰｰ 同地区を対象とした路線構想

小田急小田原線が北部を通り、北側に隣接する千歳船橋駅から徒歩で利用できる。また、東急田園都市線用賀駅からバスが利用できる。

### 道路
- 東京都道311号環状八号線（環八通り）
- 東京都道3号世田谷町田線

南辺を東京都道3号世田谷町田線（世田谷通り）、西辺を東京都道311号環状八号線（環八通り）が通り、西南端の三本杉陸橋交差点で交差する。

## 事業所
2021年（令和3年）現在の経済センサス調査による事業所数と従業員数は以下の通りである。
| 丁目       | 事業所数  | 従業員数 |
| ---------- | --------- | -------- |
| 桜丘一丁目 | 40事業所  | 553人    |
| 桜丘二丁目 | 166事業所 | 984人    |
| 桜丘三丁目 | 81事業所  | 556人    |
| 桜丘四丁目 | 66事業所  | 567人    |
| 桜丘五丁目 | 117事業所 | 1,609人  |
| 計         | 470事業所 | 4,269人  |

### 事業者数の変遷
経済センサスによる事業所数の推移。
| 年                 | 事業者数 |
| ------------------ | -------- |
| 2016年（平成28年） | 456      |
| 2021年（令和3年）  | 470      |

### 従業員数の変遷
経済センサスによる従業員数の推移。
| 年                 | 従業員数 |
| ------------------ | -------- |
| 2016年（平成28年） | 4,628    |
| 2021年（令和3年）  | 4,269    |

### 主な企業
- 水道機工株式会社

## 施設
- 東京都水道局南部第二支所・世田谷営業所
- 東京都世田谷児童相談所
- 東京農業大学
- 世田谷区立桜丘中学校
- 世田谷区立桜丘小学校
- 世田谷区立笹原小学校
- 世田谷区立桜丘図書館
- 世田谷区立桜丘児童館
- 世田谷区立桜丘区民センター
- 世田谷区立桜丘すみれば自然庭園
- 久成院
- 浄立寺
- 宇山神社
- プラウド世田谷桜丘
- 稲荷森稲荷神社

## その他

### 日本郵便
- 郵便番号 : 156-0054[2]（集配局 : 千歳郵便局[14]）。